# Nadia Calviño
Nadia María Calviño Santamaría (La Coruña, 3 de octubre de 1968) es una economista del Estado y alta funcionaria española de las instituciones europeas, actual presidenta del Banco Europeo de Inversiones desde el 1 de enero de 2024. Ejerció como vicepresidenta primera del Gobierno desde julio de 2021 hasta diciembre de 2023 y de ministra de Economía desde junio de 2018 hasta diciembre de 2023. 
Su cartera ministerial fue renombrada en noviembre de 2023 como «Economía, Comercio y Empresa», siendo denominada anteriormente como de «Asuntos Económicos y Transformación Digital» entre enero de 2020 y noviembre de 2023 y como de «Economía y Empresa» entre junio de 2018 y enero de 2020. Anteriormente, entre enero de 2020 y marzo de 2021 había desempeñado el cargo de vicepresidenta tercera del Gobierno de España, y entre marzo y julio de 2021 como vicepresidenta segunda del Gobierno de España.
Calviño comenzó su carrera en el Ministerio de Economía, donde ocupó diversos cargos, hasta que en 2006 se trasladó a Bruselas para trabajar en la Administración comunitaria, concretamente para la Comisión Europea. Tras unos años en diversos departamentos de la Comisión, en 2014 fue nombrada directora general de la Dirección General de Presupuesto (DG BUDG), cargo que ocupó hasta su nombramiento como ministra por el presidente del Gobierno, Pedro Sánchez, en junio de 2018. El 8 de diciembre de 2023 fue elegida presidenta del Banco Europeo de Inversiones.

## Biografía

### Orígenes y trabajo en el Ministerio de Economía español
Nacida en La Coruña en 1968, es hija de José María Calviño, antiguo director general del ente público Radio Televisión Española. A la edad de cinco años se mudó con su familia a Madrid, donde asistió al Colegio Estudio. Se licenció en Ciencias Económicas (1991) por la Universidad Complutense y en Derecho (2001) por la UNED. En la administración española, ejerció de directora general del Servicio de Defensa de la Competencia. Pertenece al Cuerpo Superior de Técnicos Comerciales y Economistas del Estado.

### Etapa en la Unión Europea
Tras más de una década trabajando en el Ministerio de Economía español, pasó a la Comisión Europea en 2006. Allí ha ocupado los puestos de directora general adjunta en la Dirección General de Competencia (DG COMP) y de directora general adjunta en la Dirección General de Mercado Interior (DG MARKT), además de directora general adjunta en el departamento de Servicios financieros. Desde 2014 fue directora general de Presupuestos (DG BUDG), bajo el mando del comisario europeo alemán Günther Oettinger. Ha ejercido como profesora en la Universidad Complutense. Pertenece al cuerpo de funcionarios de instituciones europeas.

### En el Gobierno de España

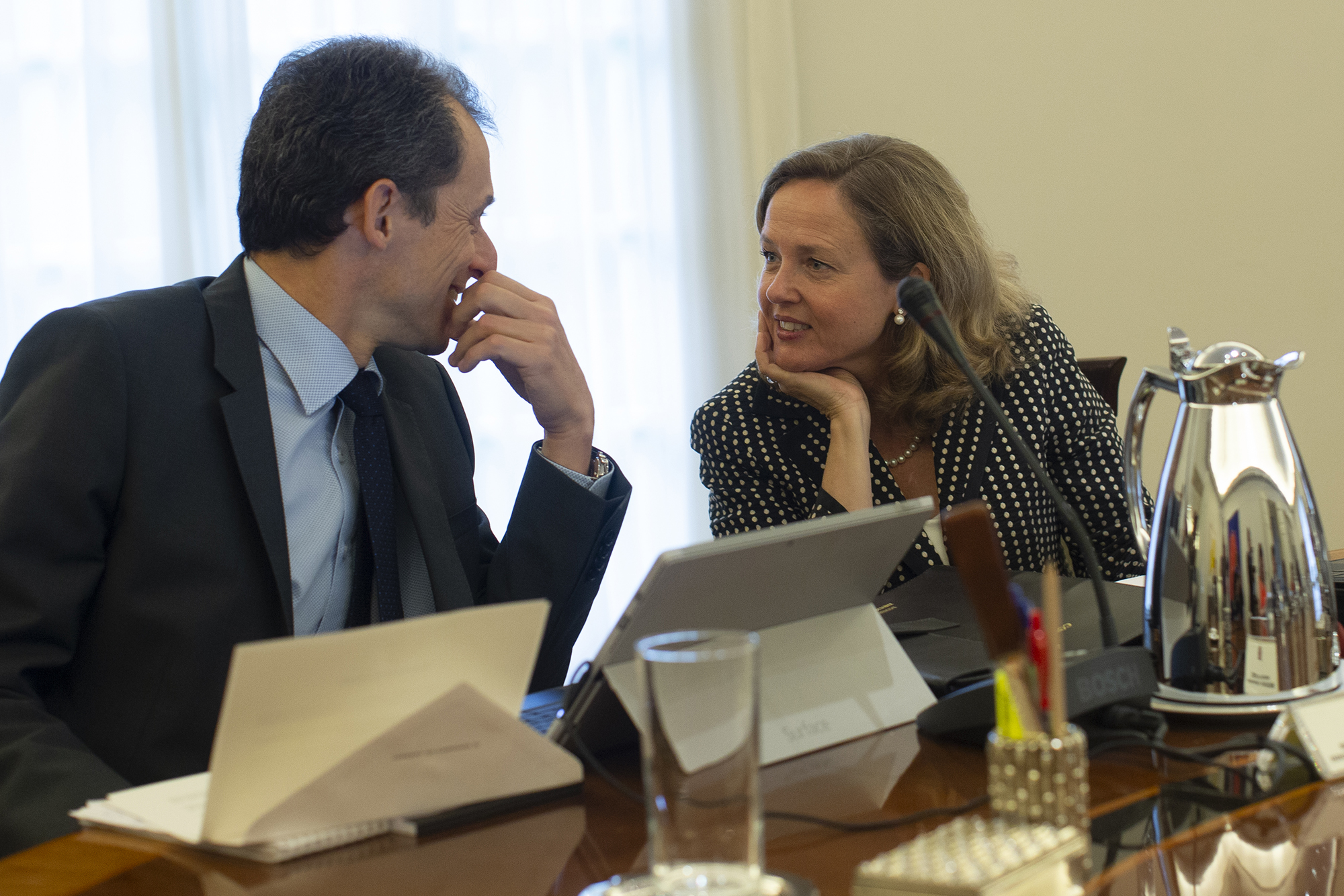
Departiendo con Pedro Duque durante la primera reunión del Consejo de Ministros.

Calviño fue elegida por Pedro Sánchez para formar parte de su nuevo gobierno, tras la moción de censura de junio de 2018. Así, el 7 de ese mes, juró el cargo ante el Rey y tomó posesión como ministra de Economía y Empresa.
Tras la dimisión de Christine Lagarde como directora gerente del Fondo Monetario Internacional (FMI) en 2019, Calviño fue una de las candidatas consideras por los gobiernos europeos como potencial sucesora, sin embargo, se retiró de la contienda tras la primera ronda de votaciones y la elegida fue finalmente la búlgara Kristalina Gueorguieva.
En el debate electoral del 5 de noviembre de 2019, el presidente Sánchez anunció que Nadia Calviño asumiría una vicepresidencia económica si resultaba reelegido presidente. Así, con la formación del Segundo Gobierno Sánchez, Calviño fue nombrada vicepresidenta tercera del Gobierno, además de mantenerse al frente del ahora llamado Ministerio de Asuntos Económicos y Transformación Digital. Asumió el cargo oficialmente el 13 de enero de 2020.
En esta nueva etapa, aumentaron las competencias de Calviño en las áreas de las nuevas tecnologías y la transformación digital, creando en su departamento nuevos altos cargos relacionados con estos asuntos, tales como la Secretaría de Estado de Digitalización e Inteligencia Artificial.
El 31 de marzo de 2021, tras la salida de Pablo Iglesias del Gobierno, se vio aupada de la tercera a la vicepresidencia segunda del Gobierno.
El 12 de julio de 2021, tras la salida de Carmen Calvo del Gobierno, fue ascendida a vicepresidenta primera del Gobierno.
Por último, el 21 de noviembre de 2023, con la composición del Tercer Gobierno de Pedro Sánchez, mantuvo la Vicepresidencia Primera del Gobierno, variando sus competencias ministeriales. Sus competencias sobre el área de Transformación Digital le fueron transferidas a José Luis Escrivá y adquirió las de Comercio, que antes dependían del Ministerio de Industria y Turismo.
Mantendría estas competencias hasta su cese, el 29 de diciembre de 2023, para asumir la presidencia del BEI. Sería sustituida en la vicepresidencia primera del gobierno por María Jesús Montero, mientras que Carlos Cuerpo sería nombrado ministro de Economía, Comercio y Empresa.

#### Pandemia de COVID-19
A principios de 2020, la pandemia de COVID-19 llegó a Europa, alcanzando a España a finales de enero. En marzo, Calviño anunció un paquete de ayuda de 200.000 millones de euros para hacer frente los efectos económicos del coronavirus, que incluían préstamos y avales para autónomos y para todo tipo de empresas, tanto PYMEs como grandes empresas.
Aunque inicialmente Calviño se decantó por los eurobonos, ante el recelo de algunos países europeos, adoptó una posición más pragmática y propuso usar el Mecanismo Europeo de Estabilidad (MEDE) sin condiciones, una propuesta que agradó al Consejo Europeo que permito desbloquear un paquete inicial de 500.000 millones de euros en fondos para los países más afectados por la pandemia. Sin embargo, Calviño aclaró que ni ella ni el Gobierno español renunciaban a los eurobonos y que continuarían trabajando en ellos a medio plazo.
A mediados de abril, Calviño propuso a sus homólogos europeos un fondo de recuperación de 1,5 billones de euros que sería financiado mediante la emisión por parte de las instituciones europeas de deuda perpetua. Finalmente, la Unión Europea aprobó un plan por valor de la mitad de lo solicitado por el gobierno español, 750.000 millones, de los cuales 140.000 millones corresponderían a España.

#### Candidatura al Eurogrupo

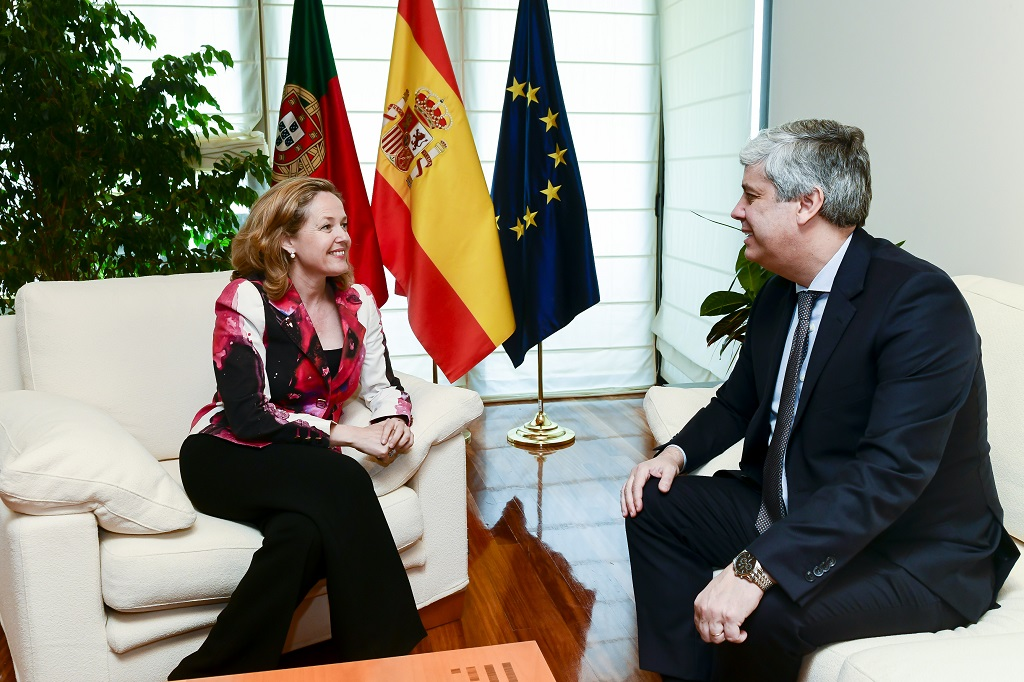
Calviño y el presidente del Eurogrupo, Mário Centeno, en una reunión en 2019.

A mediados de junio de 2020 aumentaron los rumores sobre una posible candidatura de Calviño a la presidencia del Eurogrupo. A finales de ese mes, el Gobierno de España presentó su candidatura, para lo que contó con el apoyo del Partido Popular y Ciudadanos, además de los socios de gobierno.
El primer gobierno europeo en mostrar su apoyo a Calviño fue el gobierno alemán a través de su canciller, Angela Merkel, que declaró que «no es ningún secreto que existe apoyo para la candidatura de Nadia Calviño en el gobierno alemán», añadiendo que «Siempre me alegro cuando una mujer asume una posición de líder política». El 28 de junio, el primer ministro portugués, António Costa, también mostró su apoyo a la candidatura española. El 8 de julio lo hizo el primer ministro italiano, Giuseppe Conte. Un día después, lo hizo el ministro de finanzas francés, Bruno Le Maire.
A pesar de los importantes apoyos, Calviño se quedó a un voto de la mayoría absoluta en la primera ronda y perdió en segunda ronda frente al candidato irlandés Paschal Donohoe.

#### Consolidación bancaria
A principios de septiembre de 2020, el banco público Bankia y Caixabank anunciaron que estaban muy cerca de alcanzar un acuerdo de fusión. Dicha fusión significaría crear el mayor banco nacional de España, por delante del Banco Santander y BBVA, cuya fuerza reside principalmente en el ámbito internacional.
Unidas Podemos, el socio de gobierno en el segundo gobierno de Pedro Sánchez y su líder, el vicepresidente segundo, Pablo Iglesias, se opusieron a la fusión describiéndola como una «privatización» y criticaron a Calviño por no revelarles antes la existencia de dichas conversaciones.

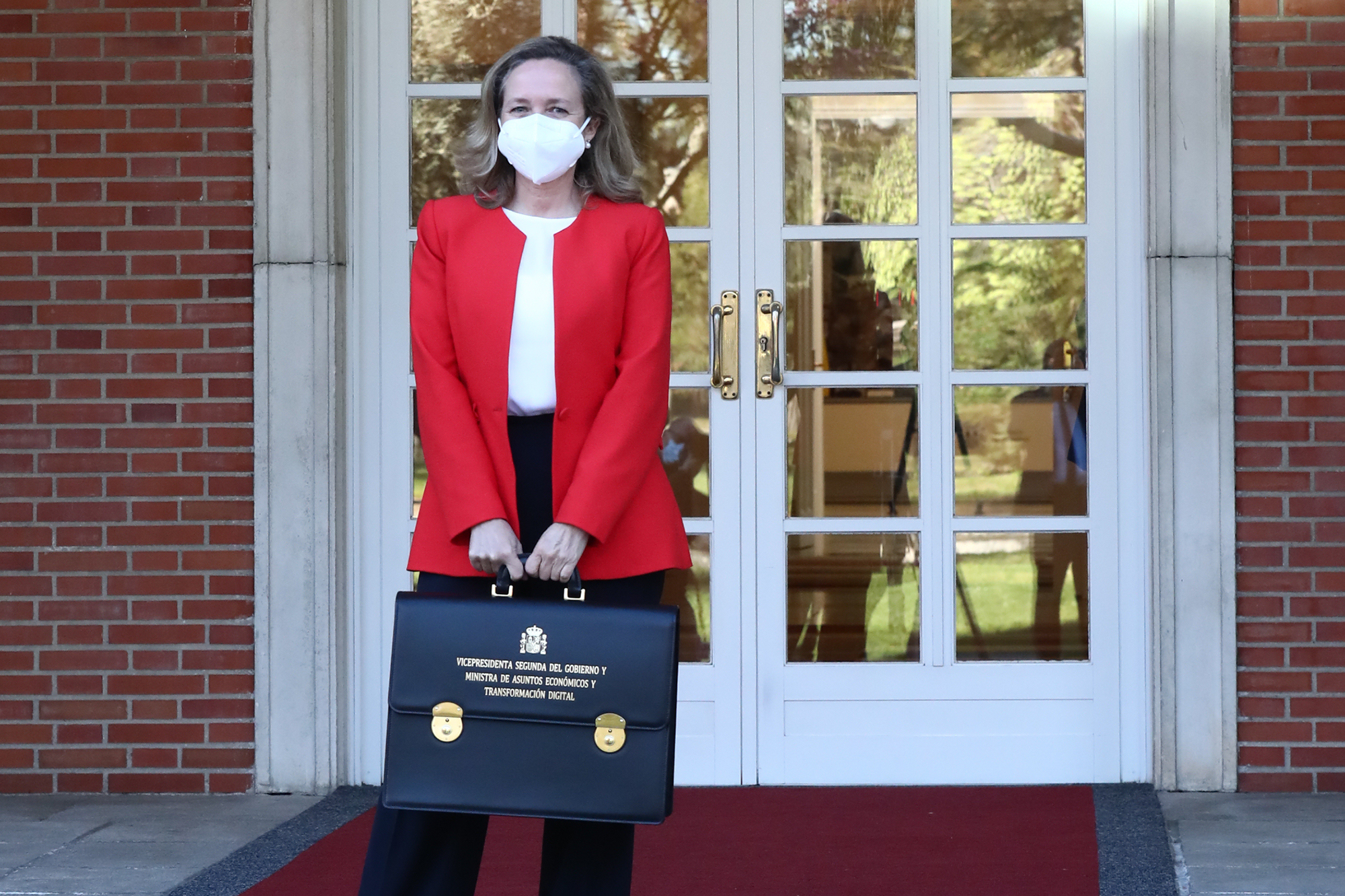
Calviño en abril de 2021

Calviño, cuya firma era más que suficiente para autorizar la fusión, recibió el apoyo del presidente del Gobierno, que describió la fusión como algo «positivo» para la economía española y la «cohesión territorial» ya que el banco extendería su influencia de dos a cuatro comunidades autónomas. Días más tarde, Calviño describió la consolidación bancaria como algo «probablemente inevitable» para mantener la solvencia y la competitividad del sector bancario en el futuro, pero al mismo tiempo advirtió que este tipo de operaciones debían llevarse a cabo respetando la competencia y el interés de los consumidores y que la Comisión Nacional de los Mercados y la Competencia (CNMC) estaría vigilante. El 17 de septiembre de 2020 los consejos de administración de ambas entidades aprobaron la fusión. La nueva entidad mantendría la marca Caixabank y tendría al Gobierno de España como el segundo mayor accionista con el 16,1 % de las acciones. En diciembre de 2020, Calviño defendió la fusión ante la Comisión de Asuntos Económicos del Congreso de los Diputados e insistió en que era la mejor opción para el «interés social» ya que era la opción que mayor valor generaba a los inversores, incluyendo al Estado, uno de los principales accionistas.
Además de esta operación, otras fusiones se negociaron ese año. Por una parte, BBVA y Banco Sabadell no consiguieron alcanzar un acuerdo y rompieron negociaciones en noviembre de 2020. Por otra parte, mejor éxito tuvieron Unicaja y Liberbank, que alcanzaron un acuerdo en diciembre de 2020 para crear el quinto mayor banco del país.

#### Comité Monetario y Financiero Internacional
El 23 de diciembre de 2021 fue elegida presidenta del Comité Monetario y Financiero Internacional, órgano rector del Fondo Monetario Internacional en sustitución de la ministra sueca de Finanzas, Magdalena Andersson quien fue la primera mujer al frente del IMFC. Calviño asume el puesto por dos años efectivos a partir del 3 de enero de 2022, cargo compatible con la vicepresidencia del Gobierno.
Entre el 9 y el 10 de septiembre de 2023, Calviño reemplazó al presidente del Gobierno en la Cumbre del G-20 de Nueva Delhi, tras dar este positivo por COVID-19.

### Presidenta del Banco Europeo de Inversiones
En agosto de 2023, el Gobierno español propuso a Calviño como candidata de España para suceder a Werner Hoyer como presidenta del Banco Europeo de Inversiones. Después de reunir el apoyo público de los gobiernos alemán —uno de los mayores accionistas— y belga —que entonces presidía la Junta de Gobernadores del BEI—, el Consejo de Asuntos Económicos y Financieros de la Unión Europea aceptó la candidatura a principios de diciembre de 2023.
Tomó posesión del cargo el 1 de enero de 2024.

## Vida privada
Su padre, José María Calviño, fue director general de RTVE durante el primer Gobierno presidido por Felipe González. Está casada con Ignacio Manrique de Lara. Es madre de cuatro hijos. Es aficionada a la lectura y de la cultura. Habla español, inglés, francés y alemán

## Distinciones y condecoraciones
- Encomienda de la Orden del Mérito Civil de España (2015)[55]
- Gran Cruz de la Orden al Mérito de la República Italiana (2021)
- Premio “Mujer Líder” (2012)
- Premio “Public Sector Lawyer of the year” (2007)
- Premio Fernández Latorre (2020)
- Master of Digital Award (2021)
- Premio El Club de las 25 (2023), otorgado por la asociación feminista El Club de las 25.[56]
- Gran Cruz de la Orden de Carlos III (2024)